# Janwillem van den Berg
Janwillem van den Berg (26. november 1920 i Akkrum – 18. oktober 1985 i Groningen) var en nederlandsk videnskabsmand med speciale i tale samt lægevidenskabelig fysiker, der spillede en stor rolle i etableringen af myoelastisk-aerodynamisk teori inden for taleproduktion. Den mest afgørende aspekt af van den Bergs teori er dens effekt på moderne talevidenskab, idet teorien fremsætter et grundlag for moderne modeller for stemmebåndsfunktion.
Van den Berg designede den første implanterbare pacemaker, der kunne skiftes til en hurtigere hjerteslagshastighed for højere aktivitet.[kilde mangler]